# Antonio Bonfigli
Antonio Bonfigli (Macerata, 1806 – Macerata, 1865) è stato un pittore italiano.

## Biografia
Antonio Bonfigli nacque a Macerata, dove ha studiato con Atanasio Favini..
Nel 1826 si trasferì a Roma per studiare sotto Vincenzo Camuccini prima e Ferdinando Cavalleri poi. Il Bonfigli aprì uno studio a Roma, restaurando vecchie tele e creando codici miniati. Ha partecipato all'Esposizione dell'Accademia Ligustica con alcuni suoi manoscritti e copie di opere antiche.
Nel 1860, al ritorno nella nativa Macerata fondando la locale Pinacoteca patria. Nelle gallerie sono esposte due sue tele, una copia de La Trasfigurazione (originale di Raffaello) e il Ritratto di Pio VII.
Morì a Macerata.